# درام نوجوان
درام نوجوان (Teen drama) نوعی درام تلویزیونی است که تمرکز اصلی آن بر روی شخصیت‌های نوجوان می‌باشد. اثری از این سبک در۴۵ سال آغاز کار تلویزیون نیست. در اوایل دهه۹۰ میلادی و بعد از موفقیت سریال بورلی هیلز، ۹۰۲۱۰(به انگلیسی: Beverly Hills, 90210) ساخته شبکه فاکس، این سبک مورد توجه نویسندگان و کارگردانان سریال‌های تلویزیونی قرار گرفت. پیش از این، اکثر آثاری که تمرکز اصلی شان بر نوجوانان می‌بود، سریال‌های کمدی موقعیت(Sitcom)بود، درحالیکه در سریال‌های درام، شخصیت‌های نوجوان معمولاً بخشی از یک گروه بزرگتر شامل کودکان و بزرگسالان بودند و به تنهایی در کانون توجه داستان قرار نمی‌گرفتند.
در این سبک، که معمولاً بیشتر محصولاتش را (بدیل طولانی بودن و کش داده شدن داستان) از سریال‌های آبکی(Soap opera) می‌دانند، معمولاً چندین خط داستانی موازی به‌طور همزمان در طول چندین قسمت دنبال می‌شود. شخصیت‌های جوان داستان باید با بالا و پایین‌های دراماتیک زندگی و روابط دوستی ویا عاشقانه رو به رو شوند، در حالیکه با داستان‌ها و مشکلات مربوط به سنین نوجوانی نیز برخورد می‌کنند.

## انواع درام نوجوان
داستان محبوبترین سریال‌های درام نوجوان یا در مناطق مرفه و ثروتمند (به عنوان مثال بورلی هیلز در سریال بورلی هیلز، ۹۰۲۱۰، یا آپر ایست ساید منهتن نیویورک در سریال دختر سخن‌چین(نام لاتین: Gossip Girl))، یا در یک شهر خیالی (به عنوان مثال سریال داوسون کریک). بازیگران این دسته از سریال اکثراً هنرپیشگان جوان و جذاب، و شخصیت‌ها دارای خانواده‌های مرفه یا نسبتاً مرفه هستند. سریال‌هایی که سعی می‌کنند زندگی واقعی نوجوانان عادی را به واقع گرایانه به تصویر بکشند معمولاً اقبالی بین بینندگان پیدا نمی‌کنند. به‌طور نمونه ۲ سریال فریکس اند گیکس(نام لاتین: Freaks and Geeks) و مای سو کالد لایف(نام لاتین: My So-Called Life) که نقدهای مثبتی را بدست آوردند، ولی به دلیل بینندگان کم، در نهایت کنسل شدند.
ریشه این سبک در ایالات متحده است، ولی امروزه در کشورهای زیادی همانند کانادا، ایرلند، بریتانیا و استرالیا مخاطبین زیادی را به خود جذب کرده‌است. در ایران نیز محصولات خارجی این سبک سریال سازی، همانند خاطرات خون‌آشام، ۹۰۲۱۰، دروغ‌گوهای کوچک زیبا و دختر سخن‌چین بینندگان بسیاری پیدا کرده‌اند.

## لیست سریال‌های درام نوجوان
لیست سریال‌های درام نوجوان(en)